# Vesoljsko stranišče
Vesoljsko stranišče ali breztežnostno stranišče je stranišče, ki se ga lahko uporablja v breztežnostnem okolju. Zaradi odsotnosti teže se kup tekočih in trdnih odpadkov odstranjuje s pomočjo zračnega sunka. Ker se zrak kasneje direktno preusmeri nazaj v kabino, se ga prej filtrira, da se prepreči smrad in možne okužbe. V starejših sistemih je šla odpadna voda v vesolje, trdni materiali pa so se stisnili in shranili za odstranitev po pristanku. Sodobnejši sistemi izpostavijo trdne odpadke vakuumskim pritiskom, da uničijo bakterije, kar jih zaščiti pred patogeni.

## Ozadje
Ko so ljudje potovali v vesolje, je breztežnost povzročila, da so tekočine prosto plavale okoli njihovih teles. Njihove ledvice so zaznale pretakanje tekočine in fiziološka reakcija je povzročila, da so se morali v dveh urah po odhodu z Zemlje olajšati. Kot rezultat je bilo vesoljsko stranišče prva naprava, ki je bila aktivirana na letu, ko so astronavti vstali s svojih mest.

## Osnovni deli
V vesoljskem stranišču se nahajajo štirje osnovni deli: prazna vakuumska cev za tekočino, vakuumska komora, prazni shranjevalni predali in zbiralne vreče za trdne odpadke. Prazna vakuumska cev za tekočino je 91 cm dolga gumijasta ali plastična cev, ki se natakne na vakuumsko komoro in se jo poveže na fen, ki povzroči sesanje. Na koncu cevi je receptor za zaznavanje urina, ki je različen za moške in ženske astronavte. Moški receptor je plastični lijak, ki je dolg 2 do 3 palce, globok pa je okoli 4 palce. Moški astronavt urinira direktno v lijak iz razdalje 2 ali 3 palcev. Ženski lijak je ovalen in je na robu dolg 2 krat 4 palce. Blizu roba lijaka so majhne luknje ali reže. ki omogočajo kroženje zraka, ki ne dovoljuje preveč sesanja. Vakuumska komora je valj, ki je globok okoli 30 cm in dolg okoli 6 palcev z zaponkami na robu, kjer se lahko nataknejo prazne zbiralne vreče in fen, ki proizvaja sesanje. Urin se dovede in shrani v praznih shranjevalnih predalih. Trdni odpadki se shranijo v snemljivih vrečah, ki so narejene iz posebne tkanine, ki omogoča prehod plina (a ne tekočini ali trdni snovi). To je lastnost, ki omogoča fenu na koncu vakuumske komore, da povleče odpadke v vrečo. Ko je astronavt končal, obrne vrečo in jo postavi v prazni shranjevalni predal. Vzorci urina in trdnih odpadkov se zamrznejo in kasneje analizirajo na Zemlji.